# Anthidiellum apicepilosum
Anthidiellum apicepilosum är en biart som först beskrevs av Dover 1929.  Anthidiellum apicepilosum ingår i släktet Anthidiellum och familjen buksamlarbin. Inga underarter finns listade i Catalogue of Life.